# Kazuya Nagayama
Kazuya Nagayama (長山 一也 Nagayama Kazuya?, nacido el 1 de abril de 1982 en Minamisatsuma, Kagoshima) es un exfutbolista y actual entrenador japonés. Jugaba de centrocampista y su último club fue el Kataller Toyama de Japón.

## Trayectoria

### Clubes
| Club            | País  | Año         |
| --------------- | ----- | ----------- |
| Shizuoka FC     | Japón | 2004        |
| Kataller Toyama | Japón | 2005 - 2010 |